# Diego Cadavid
Diego Andrés Cadavid Chica (Medellín, 8 de diciembre de 1978) es un actor, fotógrafo y músico colombiano.

## Carrera
Empezó actuando en la novela Yo amo a Paquita Gallego.
Dos años más tarde formó parte de la serie Padres e hijos, donde inició junto a Manolo Cardona en esta serie. Diego Cadavid encarnó a Diego Montoya desde 1995 hasta 2000, cuando su personaje salió de la trama
En 1996 actuó en Conjunto Cerrado, representando el papel de marido.
Apareció en la telenovela del Canal RCN Yo soy Betty, la fea, donde encarnó a Román, uno de los vecinos de Betty. Es un antagonista menor debido a los roces con Nicolás y los Pinzón.
En el 2000 actuó en Se armó la gorda, encarnando a Felipe Galán
En el 2002 saltó a la gran pantalla en la película Te busco, haciendo el papel de José.
En el 2002 participó en la telenovela María Madrugada.
En el 2003 actuó por segunda vez en el cine, en la película El Carro, haciendo el papel de Óscar, y en ésta actuaría con Fernando Solórzano, con el cual volvería a actuar en varias series y telenovelas, entre ellas El baile de la vida, La Saga Negocio de familia y El cartel.
En el 2003 hizo parte del elenco de en Amor a la plancha, encarnando al portero José Chipatueca, un vigilante homosexual, que se enamoraría de uno de los amigos de la protagonista de esta telenovela.
En el 2004 actuó en Mesa para tres, encarnando a Alejandro «Alejo» Toro, apartándose de la telenovela por un accidente a los tres meses de iniciada esta[cita requerida].
Adicionalmente, en el 2004 terminó su carrera de ingeniería civil en la Universidad de los Andes de Bogotá.
Pero la serie que realmente lo consagró como un gran actor fue La Saga Negocio de familia[cita requerida], serie altamente reconocida destacada por muchos como "la mejor serie que ha existido en la televisión colombiana"[cita requerida] en la cual fue uno de los principales protagonistas, encarnando a tres personajes de una misma familia a través de distintas generaciones de la historia desde los años 1940 en la Colombia de antaño hasta el año 2000. 
A menudo, es conocido como el Ewan McGregor colombiano.

## Filmografía

### Televisión
| Año       | Título                           | Personaje                                                         | País                      |
| --------- | -------------------------------- | ----------------------------------------------------------------- | ------------------------- |
| 1995-2000 | Padres e hijos                   | Diego Montoya                                                     | Bandera de Colombia       |
| 1999-2001 | Yo soy Betty, la fea             | Román                                                             | Bandera de Colombia       |
| 2000-2001 | Se armó la gorda                 | Felipe Galán                                                      | Bandera de Colombia       |
| 2001-2002 | Juan Joyita                      | Roberto Martínez                                                  | Bandera de Colombia       |
| 2002      | María Madrugada                  | Juan Solo                                                         | Bandera de Colombia       |
| 2003-2004 | Amor a la plancha                | José Chipatecua                                                   | Bandera de Colombia       |
| 2004      | Mesa para tres                   | Alejandro "Alejo" Toro                                            | Bandera de Colombia       |
| 2004-2005 | La saga, negocio de familia      | Pedro Manrique / Manuel Manrique Guzmán / Óscar Manrique Angarita | Bandera de Colombia       |
| 2005-2006 | En el baile de la vida           | Ricardo Zambrano                                                  | Bandera de Colombia       |
| 2006-2007 | Las profesionales, a su servicio | Dante Quiroga                                                     | Bandera de Colombia       |
| 2007-2008 | Tiempo final                     | Ladrón "Ep3: Venenosos"                                           | Bandera de Colombia       |
| 2007-2008 | Tiempo final                     | Miguel "Ep11: Día perverso"                                       | Bandera de Colombia       |
| 2007-2008 | Tiempo final                     | Almeida "Ep26: Bomba tres"                                        | Bandera de Colombia       |
| 2008      | El cartel de los sapos           | Pepe Cadena                                                       | Bandera de Colombia       |
| 2009      | Regreso a la guaca               | Silvio Lloreda                                                    | Bandera de Colombia       |
| 2009-2010 | El encantador                    | Rolando Castañeda                                                 | Bandera de Colombia       |
| 2010      | El cartel de los sapos 2         | Pepe Cadena                                                       | Bandera de Colombia       |
| 2010-2011 | La Pola                          | Ambrosio Almeida                                                  | Bandera de Colombia       |
| 2013-2014 | 5 viudas sueltas                 | Robin Ruiz                                                        | Bandera de Colombia       |
| 2014      | La ronca de oro                  | Álvaro José Salas                                                 | Bandera de Colombia       |
| 2016      | Contra el tiempo                 | Leonardo Pérez                                                    | Bandera de Colombia       |
| 2017      | Ingobernable                     | Periodista Jaime Bray González                                    | Bandera de México         |
| 2017-2018 | Señora Acero                     | Julián Romero "Sr. Romero" / Julián Montero Martinez              | Bandera de México         |
| 2018      | Nicky Jam: El ganador            | Juan Diego                                                        | Bandera de Estados Unidos |
| 2019      | El general Naranjo               | Teniente Héctor Talero                                            | Bandera de Colombia       |
| 2019      | Distrito salvaje                 | Omar Ríos                                                         | Bandera de Colombia       |
| 2020      | Adentro                          | Camilo                                                            | Bandera de Colombia       |
| 2021      | La negociadora                   | Mark Torres                                                       | Bandera de México         |
| 2021      | Café con aroma de mujer          | Iván Vallejo Sáenz                                                | Bandera de Colombia       |
| 2022-2024 | Primate                          | Andrés Burgos                                                     | Bandera de Colombia       |
| 2022      | El amor nunca muere              | Octavio Estévanez                                                 | Bandera de México         |
| 2023-2025 | Manes                            | Ricardo Jaramillo                                                 | Bandera de Colombia       |
| 2024-2025 | Darío Gómez, el rey del despecho | Darío de Jesús Gómez Zapata "Darío Gómez"                         | Bandera de Colombia       |

### Presentador
| Año  | Título                | Rol         |
| ---- | --------------------- | ----------- |
| 2016 | Escuela para maridos  | Presentador |
| 2019 | Pulsarmania Challenge | Presentador |

### Cine
| Año  | Título                            | Personaje             | Nota |
| ---- | --------------------------------- | --------------------- | ---- |
| 2002 | Te busco                          | José                  |      |
| 2003 | El carro                          | Óscar                 |      |
| 2006 | Soñar no cuesta nada              | Lloreda               |      |
| 2007 | Dios los junta y ellos se separan | Wilman                |      |
| 2007 | Esto huele mal                    | Guzmán                |      |
| 2008 | ZooLocos                          | Portero del zoológico |      |
| 2011 | El callejón                       | Gabriel               |      |
| 2011 | El Cartel de los Sapos            | Pepe Cadena           |      |
| 2012 | La lectora                        | Cachorro              |      |
| 2016 | El empantanado                    | Juan Gaviria          |      |
| 2024 | El bolero de Rubén                | Yeison                |      |

## Premios y nominaciones

### Premios India Catalina
| Año  | Categoría                                    | Telenovela o Serie          | Resultado |
| ---- | -------------------------------------------- | --------------------------- | --------- |
| 2015 | Mejor actor protagónico                      | La ronca de oro             | Nominado  |
| 2014 | Mejor actor protagónico de telenovela        | 5 viudas sueltas            | Ganador   |
| 2009 | Mejor actor protagónico de serie o miniserie | Sin retorno                 | Nominado  |
| 2006 | Mejor actor protagónico                      | La Saga, Negocio de familia | Nominado  |
| 2005 | Mejor actor protagónico                      | La Saga, Negocio de familia | Ganador   |

### Premios TVyNovelas
| Año  | Categoría                             | Telenovela o serie          | Resultado |
| ---- | ------------------------------------- | --------------------------- | --------- |
| 2015 | Mejor actor protagónico de serie      | La ronca de oro             | Ganador   |
| 2014 | Mejor actor protagónico de telenovela | 5 viudas sueltas            | Nominado  |
| 2005 | Mejor actor protagónico de telenovela | La Saga, Negocio de familia | Ganador   |
| 2003 | Mejor actor de reparto                | María Madrugada             | Ganador   |

### Premios Talento Caracol
| Año  | Categoría               | Telenovela o serie | Resultado |
| ---- | ----------------------- | ------------------ | --------- |
| 2015 | Mejor Actor Protagónico | La ronca de oro    | Ganador   |
| 2004 | Mejor Actor Protagónico | Mesa para tres     | Ganador   |

### Otros premios obtenidos
- Premios Talento Caracol a mejor Beso (compartido con Majida Issa) por, La ronca de oro.
- Premios Orquídea Usa al Actor de proyección Internacional, por Mesa para tres.
- Placa Sweet al personaje característico masculino, por Amor a la plancha.